# جانشینی محمد
جانشینی محمد اصلی‌ترین عاملی است که جامعهٔ مسلمانان را در سده نخست تاریخ اسلام به چندین گروه و فرقه تقسیم کرد که برجسته‌ترین آن گروه‌ها شیعه و سنی هستند؛ مسلمان اهل سنت براین باورند که ابوبکر جانشین مشروع محمد بر اساس اجماع بود در مقابل شیعیان معتقد هستند که علی جانشین منصوب اوست.
نظرات متضاد در مورد جانشینی اساساً بر اساس تفاسیر و برداشت‌های گوناگون از رخدادهای تاریخ اولیه اسلام و نیز از سخنان منسوب به محمد (احادیث) است. مسلمانان سنی معتقدند که محمد جانشینی تعیین نکرده‌است و در عوض قصد داشته‌است که جامعه مسلمانان از میان خود رهبر انتخاب کند. آنان حکومت ابوبکر را که در سقیفه برگزیده شد و جانشینان او را که با هم خلفای راشدین نامیده می‌شوند، قبول کرده و مشروع می‌دانند. از سوی دیگر، مسلمانان شیعه معتقدند که علی پیش از این توسط محمد به عنوان ولی خود معرفی شده بود که مهم‌ترین آن در ماجرای غدیر خم بود. شیعیان دوازده امامی سه خلیفه نخست (ابوبکر، عمر و عثمان) را که از محمد پیروی کردند نامشروع می‌دانند، در حالی که شیعیان زیدی آن‌ها را مشروع می‌دانند. در عوض، دوازده امامی‌ها جانشینان اصلی محمد را علی و امامان نسل او می‌دانند. در اعتقاد شیعیان دوازده امامی، مهدی آخرین امام است و در سال ۲۶۰ هجری قمری (۸۷۴ میلادی) بر اثر خصومت دشمنانش ناپدید شد، و این شیعیان هنوز منتظر ظهور مهدی موعود هستند.
برخی محققان مانند استیون شومیکر با نظر به هشدارهای آخرالزمانی متعددی که در قرآن وجود دارند، معتقدند محمد باور داشته آخرالزمان به زودی و پیش از مرگ خودش فرامی‌رسد و به همین جهت برای خود جانشینی تعیین نکرد. به گفته محمود ایوب و فرد دانر، از آنجا که قرار بوده جهان هر لحظه به پایان برسد و نابود شود، اساساً مسائل بلندمدتی مثل جانشینی بی‌اهمیت می‌شوند، زیرا محمد انتظار نداشته پیروانش عمری درازتر از خودش داشته باشند.
به گفتهٔ ویلفرد مادلونگ پایه‌گذار اصلی خلافت عمر بود و ابوبکر را بنابر دلایلی برای انتخاب در مقام خلیفهٔ اول جلو انداخت.

## اختلاف‌های جانشینی پس از محمد
بر طبق تاریخ محمد ده سال پس از هجرت، و چند ماه پس از بازگشت از حجةالوداع، بیمار شد و ظهر روز دوشنبه در ۱۲ ربیع‌الاول سال ۱۱ مصادف با ۷ ژوئن سال ۶۳۲م در خانهٔ همسرش عایشه در شهر مدینه در حالی که ۶۳ سال داشت درگذشت. گروهی از مردم به سقیفه بنی ساعده رفتند، با اینکه همهٔ مسلمانان یا نمایندگان همهٔ مسلمانان در شورا شرکت نداشتند (از جمله عباس عموی محمد و علی بن ابی‌طالب داماد ایشان) تا در مورد جانشینی محمد گفتگو کنند. این امر در حالی بود که هنوز بدن محمد دفن نشده‌بود و علی به همراه طلحه و زبیر و جمعی از خویشان و صحابهٔ محمد، مشغول خاکسپاری‌اش بودند، نتیجه گردهمایی مسلمانان در سقیفه، انتخاب ابوبکر به‌عنوان جانشین محمد بود. گروهی از انصار در سقیفه بنی ساعده از سعد بن عباده حمایت می‌کردند، اما مهاجران این را نپذیرفته و خود را از لحاظ خویشاوندی نزدیک‌تر به محمد می‌دانستند. در میان مهاجران عده‌ای نیز به رهبری علی و شامل زبیر، طلحه، عباس بن عبدالمطلب، مقداد، سلمان فارسی، ابوذر غفاری و عمار بن یاسر، علی را وارث مشروع محمد می‌دانستند. پوناوالا معتقد است تاریخ‌نگاران مسلمان اتفاق نظر دارند که بحران موجود در این برهه، توسط سه تن از مهاجران مشهور به نام‌های ابوبکر و عمر و ابوعبیده جراح برطرف گردید. آنان انصار را جمع کرده و به آن‌ها ابوبکر را تحمیل کردند. حسادت بین دو قبیلهٔ مهم انصار به نام اوس و خزرج و عدم فعالیت بنی‌هاشم در تبلیغ نظرشان، موفقیت این سه تن را تسهیل نمود.
این انتخاب باعث اختلاف بین هواداران ابوبکر و طرفداران علی شد. طرفداران علی قائل بودند که علی توسط شخص محمد به جانشینی منصوب شده‌است و بنابراین مقام خلافت باید از آن وی باشد. علاوه بر آن، طبری در تاریخ خود نقل کرده‌است که گروهی از مخالفان ابوبکر از جمله زبیر در خانهٔ فاطمه گرد آمدند و عمر با تهدید به آتش زدن خانه، آن‌ها را بیرون کشاند. علی بعداً مکرر می‌گفت که اگر چهل یاور داشت قیام می‌کرد. به نوشته پوناوالا علی و بنی‌هاشم تا قبل از مرگ فاطمه (حدود شش ماه) از بیعت با ابوبکر سر باز زدند. علی بر روی حقش پافشاری ننمود، چرا که تمایل نداشت امت نوپای اسلام دچار کشمکش گردد. بدین ترتیب به تدریج نهاد خلافت پدید آمد که در خارج از جهان اسلام معادلی ندارد. خلیفه از منزلت رهبری و حق گزینش زمامداران برخوردار بود. انتصاب به خلافت نوعی قرارداد بود که تعهدات متقابلی را بین خلیفه و اتباع وی (امت) پدیدمی‌آورد.
بنا به اعتقاد شیعیان محمد در راه بازگشت از آخرین سفر حج خود (به عربی: حَجَّةُ الوِداع) از سوی خدا مأمور شد و آیه «یا أَیّهَا الرّسُولُ بَلِّغْ ما أُنْزِلَ إِلَیْکَ مِنْ رَبِّکَ وَ إِنْ لَمْ تَفْعَلْ فَما بَلّغْتَ رِسالَتَهُ وَ اللّهُ یَعْصِمُکَ مِنَ النّاسِ إِنّ اللّهَ لا یَهْدِی الْقَوْمَ الْکافِرینَ» در مورد غدیر نازل شد، که برای خود جانشینی انتخاب کند. در کنار چاهی به نام غدیر خم او ضمن خواندن خطبه‌ای علی را به جانشینی خود منصوب کرد. روایتی که اهل سنت نیز آن را نقل کرده‌اند و شیعیان جانشینی محمد را با استناد به آن مختص علی می‌دانند این است: «هر کس من مولای اویم، زین پس علی مولای اوست.» و بعد از این ابلاغ آیه «الْیَوْمَ یَئس الَّذِینَ کَفَرُوا مِن دِینِکُمْ فَلا تخْشوْهُمْ وَ اخْشوْنِ الْیَوْمَ أَکْمَلْت لَکُمْ دِینَکُمْ وَ أَتمَمْت عَلَیْکُمْ نِعْمَتی وَ رَضِیت لَکُمُ الاسلامَ دِیناً» نازل شد و خداوند دین اسلام را در این روز و پس از ابلاغ ولایت علی کامل شده دانسته‌است. اما اهل تسنن به خلاف معتقدند محمد (به دلیل ممانعت عمر از محمد) برای خود جانشینی انتخاب نکرد، بلکه بعد از مرگ وی جمعی از یاران او با تشکیل شورا ابوبکر را به عنوان جانشین انتخاب کرده‌اند.

## حوادث پس از مرگ محمد
محمد ده سال پس از هجرت، و چند ماه پس از بازگشت از حجةالوداع، بیمار شد و ظهر روز دوشنبه در ۱۲ ربیع‌الاول سال ۱۱ مصادف با ۷ ژوئن سال ۶۳۲م در خانهٔ همسرش عایشه در شهر مدینه در حالی که ۶۳ سال داشت درگذشت. مردم در اطراف خانهٔ محمد تجمع کرده بودند و می‌خواستند مطمئن شود محمد واقعاً فوت شده‌است. عمر بن خطاب خبر درگذشت محمد را تکذیب می‌کرد و هرکس که این خبر را می‌گفت او را به مرگ تهدید می‌کرد. این شرایط گذشت تا ابوبکر در مسجد النبی سخنرانی کرد وگفت: «اگر کسی از میان شما محمد را می‌پرستیده‌است، محمد درگذشته و هرکس خدا را می‌پرستیده او هیچگاه نمی‌میرد» و سپس آیهٔ ۱۴۴ از آل عمران را خواند: و محمد جز فرستاده‌ای که پیش از او [هم] پیامبرانی [آمده و] گذشتند نیست آیا اگر او بمیرد یا کشته شود از عقیده خود برمی‌گردید و هر کس از عقیدهٔ خود بازگردد هرگز هیچ زیانی به خدا نمی‌رساند و به زودی خداوند سپاسگزاران را پاداش می‌دهد[آل عمران–۱۴۴] پس از این سخنرانی مردم از سردرگمی خارج شدند و عمر نیز مرگ محمد را قبول کرد و بلافاصله سقیفه بنی ساعده رفتند تا در مورد جانشینی محمد گفتگو کنند. این امر درحالی بود که، علی به همراه طلحه و زبیر و جمعی از خویشان و صحابهٔ محمد، مشغول خاکسپاری‌اش بودند، نتیجه گردهمایی مسلمانان در سقیفه، انتخاب ابوبکر به‌عنوان جانشین محمد بود. گروهی از انصار در سقیفه بنی ساعده از سعد بن عباده حمایت می‌کردند، اما مهاجران این را نپذیرفته و خود را از لحاظ خویشاوندی نزدیک‌تر به محمد می‌دانستند. در میان مهاجران عده‌ای نیز به رهبری علی و شامل زبیر، طلحه، عباس بن عبدالمطلب، مقداد، سلمان فارسی، ابوذر غفاری و عمار بن یاسر، علی را وارث مشروع محمد می‌دانستند. پوناوالا معتقد است تاریخ‌نگاران مسلمان اتفاق نظر دارند که بحران موجود در این برهه، توسط سه تن از مهاجران مشهور به نام‌های ابوبکر و عمر و ابوعبیده جراح برطرف گردید. آنان انصار را جمع کرده و به آن‌ها ابوبکر را تحمیل کردند. حسادت بین دو قبیلهٔ مهم انصار به نام اوس و خزرج و عدم فعالیت بنی‌هاشم در تبلیغ نظرشان، موفقیت این سه تن را تسهیل نمود.
این انتخاب باعث اختلاف بین هواداران ابوبکر و طرفداران علی شد. طرفداران علی قائل بودند که علی توسط شخص محمد به جانشینی منصوب شده‌است و بنابراین مقام خلافت باید از آن وی باشد. علاوه بر آن، طبری در تاریخ خود نقل کرده‌است که گروهی از مخالفان ابوبکر از جمله زبیر در خانهٔ فاطمه گرد آمدند و عمر با تهدید به آتش زدن خانه، آن‌ها را بیرون کشاند. علی بعداً مکرر می‌گفت که اگر چهل یاور داشت قیام می‌کرد. به نوشته پوناوالا علی و بنی‌هاشم تا قبل از مرگ فاطمه (حدود شش ماه) از بیعت با ابوبکر سر باز زدند. علی بر روی حقش پافشاری ننمود، چرا که تمایل نداشت امت نوپای اسلام دچار کشمکش گردد.
به نوشته ویلفرد مادلونگ پس از واقعه سقیفه و انتخاب ابوبکر به عنوان جانشین محمد، وضعیت خلیفه در ابتدا بسیار ناپایدار بود و این صرفاً به خاطر سر باززدن قبایل نبود. عمر در مدینه با کمک برخی از افراد قبیله اوس کنترل خیابان‌ها را بر عهده گرفت و مسوول بیعت ستاندن از مردم شد. زبیر به همراه جمعی از مهاجرین در خانه فاطمه بود. عمر تهدید کرد که خانه را به آتش می‌کشد مگر آنکه آن‌ها بیرون آیند و با ابوبکر بیعت کنند. زبیر با شمشیر در دست بیرون آمد؛ ولی لغزید و شمشیر را از دست داد و همراهان عمر بر روی او افتادند و او را دستگیر کردند یا به قول طبری شمشیر او را قبضه کردند. استفاده از زور در مورد زبیر تنها موردی بوده‌است که منابع اشاره کرده‌اند. شواهدی وجود دارد که خانه فاطمه مورد تفتیش قرار گرفت. گفته می‌شود که علی بعدها بارها گفته بود که اگر چهل مرد همراه خود داشت او مقاومت می‌کرد. به گفته مادلونگ گزارش‌های نادر از کاربرد زور علیه بنی‌هاشم را احتمالاً باید مردود دانست و تهدید به استفاده از زور معمولاً برای بیعت گرفتن از کسانی که متمایل نبودند کافی بود. به گفته وی بدون شک ابوبکر داناتر از آن بود که علیه بنی‌هاشم به زور متوسل شود؛ زیرا این کار حس اتحاد بین خاندان عبدالمناف را برمی‌انگیخت؛ گروهی که ابوبکر به رضایت آن‌ها نیاز داشت. سیاست ابوبکر انزوای بنی‌هاشم تا حد ممکن بود و در نهایت بنی هاشم که خود را در شرایطی مشابه محاصره اقتصادی شعب ابی طالب می‌دیدند بعد از شش ماه (به همراه علی) با ابوبکر بیعت کردند.

## جانشینی محمد در نظر شیعیان

### حدیث منزلت
در نظر اهل تشیع علی ابن ابیطالب شایستگی خلافت پس از محمد را داشت اما پس از محمد ابوبکر به عنوان خلیفه انتخاب شد علی هم بخاطر اینکه بین مسلمین اختلاف نیفتد سکوت کرد.

## جانشینی محمد در نظر اهل سنت
عقیده عموم اهل سنت بر این است که محمد کسی را برای جانشینی خود انتخاب نکرده‌است، و قصد داشته‌است که جامعه در مورد رهبری بین خود تصمیم بگیرد. البته از برخی احادیث برای توجیه خلافت ابوبکر استفاده می‌کنند که دلالت می‌کند پیامبر با اعمال خود ابوبکر را بعنوان جانشین در نظر داشته‌است.
در اسلام سنی، انتخاب خلیفه به‌طور ایده‌آل یک انتخاب دموکراتیک است که توسط جامعه مسلمانان انجام می‌شود.
از آنجایی که اجرای این امر دشوار است، اسلام سنی هر کسی را که قدرت را به دست گیرد، اگر از قریش، قبیله محمد باشد، خلیفه می‌شناسد. با توجه به اینکه خلفای عثمانی هیچ نسبت فامیلی با قبیله قریش نداشتند، حتی مورد دوم نیز الزامی سختگیرانه نیست.
در اسلام اهل سنت، خلفا معصوم تلقی نمی‌شوند و در صورتی که عمل آنها گناه تلقی شود، می‌توان آنها را عزل کرد.
اطاعت از خلیفه اغلب به عنوان یک تکلیف شرعی تلقی می‌شود، حتی اگر او عادل نباشد.
قاضی را صرفاً بر اساس انتصاب او از سوی دولت، صالح می‌دانند.
ابوبکر، عمر، عثمان و علی در نزد اهل سنت به عنوان صالح‌ترین افراد در نسل خود شناخته می‌شوند که شایستگی آنها در خلافت آنها منعکس شده‌است. خلافت‌های بعدی بنی امیه و بنی عباس، اگرچه ایده‌آل نبودند، اما به دلیل رعایت الزامات قانون، حفظ مرزها و اتحاد جامعه، مشروع تلقی می‌شوند.
در حالی که بنی امیه و بنی عباس به عنوان پادشاهی تلقی می‌شدند، اهل سنت بیش از دیگران این حاکمان را صرف نظر از مشروعیت و نحوه حکومت آنها قبول کردند و با این کار بیشتر تاریخ اسلام را از آن خود کردند.